# Буркина Фасо на Летњим олимпијским играма 2008.
Буркина Фасо је на Летњим олимпијским играма учествовала шести пут. На Олимпијским играма 2008., у Пекингу, у Кини учествовала је са шест учесника (три мушкараца и три жене), који су се такмичили у четири спорта.
Заставу Буркине Фасо на свечаном отварању Олимпијских игара 2008. носила је атлетичарка Ајсата Сулама.

## Учесници по дисциплинама
| Спорт     | Мушкарци | Жене | Укупно |
| --------- | -------- | ---- | ------ |
| Атлетика  | 1        | 1    | 2      |
| Мачевање  | 1        | 0    | 1      |
| Пливање   | 1        | 1    | 2      |
| Џудо      | 0        | 1    | 1      |
| Укупно(4) | 3        | 3    | 6      |

## Атлетика

#### Мушкарци
| Атлетичар Лични рекорд | Дисциплина | Група    | Група    | Четвртфинале         | Четвртфинале         | Полуфинале           | Полуфинале           | Финале               | Финале    | Детаљи |
| Атлетичар Лични рекорд | Дисциплина | Резултат | Место    | Резултат             | Место                | Резултат             | Место                | Резултат             | Место     | Детаљи |
| ---------------------- | ---------- | -------- | -------- | -------------------- | -------------------- | -------------------- | -------------------- | -------------------- | --------- | ------ |
| Идриса Сану, 10,14 НР  | 100 м      | 10,63    | 6 у гр.4 | Није се квалификовао | Није се квалификовао | Није се квалификовао | Није се квалификовао | Није се квалификовао | = 56 / 80 |        |

#### Жене
| Атлетичарка Лични рекорд | Дисциплина    | Група    | Група       | Четвртфинале | Четвртфинале | Полуфинале | Полуфинале | Финале                | Финале  | Детаљи |
| Атлетичарка Лични рекорд | Дисциплина    | Резултат | Место       | Резултат     | Место        | Резултат   | Место      | Резултат              | Место   | Детаљи |
| ------------------------ | ------------- | -------- | ----------- | ------------ | ------------ | ---------- | ---------- | --------------------- | ------- | ------ |
| Ајсата Сулама, 55,49 НР  | 400 м препоне | 56,37    | 5 у гр.3 кв |              |              | 55,69      | 5 у пф. 2  | Није се квалификовала | 11 / 27 |        |

## Мачевање
Мушкарци
| Такмичар         | Дисциплина | 1 коло (64)                | 2 коло (32)       | 3 коло (16)        | Четвртфинале       | Полуфинале        | Финале             | Финале  | Детаљи |
| Такмичар         | Дисциплина | Противник Резултат         | Противнк Резултат | Противник Резултат | Противник Резултат | Противнк Резултат | Противник Резултат | Пласман | Детаљи |
| ---------------- | ---------- | -------------------------- | ----------------- | ------------------ | ------------------ | ----------------- | ------------------ | ------- | ------ |
| Жилијен Уедраого | сабља      | Лопез Француска · Пор 6:15 | Није се пласирао  | Није се пласирао   | Није се пласирао   | Није се пласирао  | Није се пласирао   | 38/40   |        |

## Пливање

#### Мушкарци
| Пливач        | Дисциплина    | Група | Група     | Полуфинале       | Полуфинале       | Финале           | Финале  | Детаљи |
| Пливач        | Дисциплина    | Време | Пласман   | Време            | Пласман          | Време            | Пласман | Детаљи |
| ------------- | ------------- | ----- | --------- | ---------------- | ---------------- | ---------------- | ------- | ------ |
| Рене Ијугбаре | 50 м слободно | 30,08 | 2 у гр. 2 | Није се пласирао | Није се пласирао | Није се пласирао | 92 /97  |        |

#### Жене
| Пливач            | Дисциплина    | Група | Група    | Полуфинале        | Полуфинале        | Финале            | Финале  | Детаљи |
| Пливач            | Дисциплина    | Време | Пласман  | Време             | Пласман           | Време             | Пласман | Детаљи |
| ----------------- | ------------- | ----- | -------- | ----------------- | ----------------- | ----------------- | ------- | ------ |
| Елизабет Никијема | 50 м слободно | 34,98 | 6 у гр 2 | Није се пласирала | Није се пласирала | Није се пласирала | 85 / 90 |        |

## Џудо
Жене
| Такмичарка               | Дисц. | Квал.                                | коло 32            | коло 16            | Четвртфинале       | Полуфинале         | 1. коло репасажа   | Четвртфин. репасажа | Полуфин. репасажа  | Финале             | Бел. |
| Такмичарка               | Дисц. | Противник Резултат                   | Противник Резултат | Противник Резултат | Противник Резултат | Противник Резултат | Противник Резултат | Противник Резултат  | Противник Резултат | Противник Резултат | Бел. |
| ------------------------ | ----- | ------------------------------------ | ------------------ | ------------------ | ------------------ | ------------------ | ------------------ | ------------------- | ------------------ | ------------------ | ---- |
| Конкисвинде Анату Уелого | 48 кг | Нургазина Казахстан · Пор. 0000-1001 | Није се пласирала  | Није се пласирала  | Није се пласирала  | Није се пласирала  | Није се пласирала  | Није се пласирала   | Није се пласирала  | Није се пласирала  |      |